# Nioumala
Nioumala est un village du Mali, situé dans la région de Koulikoro et le cercle de Kati, à l'Ouest de Bamako.